# Remei González Manzanero
Remei González Manzanero (Barcelona, 1990) es una poeta española. Es profesora de lengua y literatura.   

## Trayectoria
Graduada en Filología Hispánica, máster en Ciencia Cognitiva y Lenguaje y doctora "cum laude" por la Universidad de Barcelona con una tesis doctoral que lleva por título "El desarrollo de la expresión de la causalidad en la escritura analítica de la educación primaria a la educación superior". Trabaja como profesora de lengua y literatura. Ha realizado estancias en Canadá y en la Universidad del Witwatersrand en Sudáfrica.   
Su primer poemario La verdad que no vemos ganó el XVI Premio Águila de Poesía, de Aguilar de Campoo (Palencia) en 2020. En 2021 ganó el II Certamen La Equilibrista con el poemario Habitantes de un paraíso minúsculo y en 2022 el 2º. premio de poesía II Agustín Sánchez Rodrigo-Villa de Serradilla, Cáceres, con Desrealizaciones y certidumbres.

## Obra poética[4]
- La verdad que no vemos. Ayuntamiento de Aguilar de Campoo, Palencia, 2020. [1]
- Habitantes de un paraíso minúsculo. La Equilibrista, 2022.[5][6]
- Desrealizaciones y certidumbres. Ediciones Herratas y Ayuntamiento de Serradilla, Cáceres, 2022. [7]

## Premios y reconocimientos
- Segundo premio de poesía II Certamen Literario Agustín Sánchez Rodrigo-Villa de Serradilla (Herratas Ediciones-Ayuntamiento de Serradilla, Cáceres) 2022, por Desrealizaciones y certidumbres.[3][7]
- Accésit XXXII Certamen Nacional Calamonte Joven (Ayuntamiento de Calamonte) 2022, por el poema Besos. [8]
- Premio de Poesía de La Equilibrista 2021, por Habitantes de un paraíso minúsculo. [9]
- XVI Premio Águila de Poesía 2020, por La verdad que no vemos (Ayuntamiento de Aguilar de Campoo, Palencia).[10][11][12]
- Finalista en el III Premio de Microrrelato IASA Ascensores 2019, con el microrrelato La resignación del aire (metamorfosis).[13]

Su obra poética ha sido finalista de varios premios, como el Premio Internacional de Poesía José Antonio Santano (Ayuntamiento de Baena), el Certamen de Letras Hispánicas Rafael de Cózar (Universidad de Sevilla), el Premio Tomás Morales (Cabildo de Gran Canaria), el Certamen de Poesía Manuel Garrido Chamorro (Ayuntamiento de Martos) o el Premio Gerardo Diego de Poesía (Diputación de Soria).